# میکاییل آرن
میکاییل آرن (به انگلیسی: Mikael Örn) (زادهٔ ۲۹ نوامبر ۱۹۶۱) شناگر اهل سوئد است.